# الثلث الجيلي

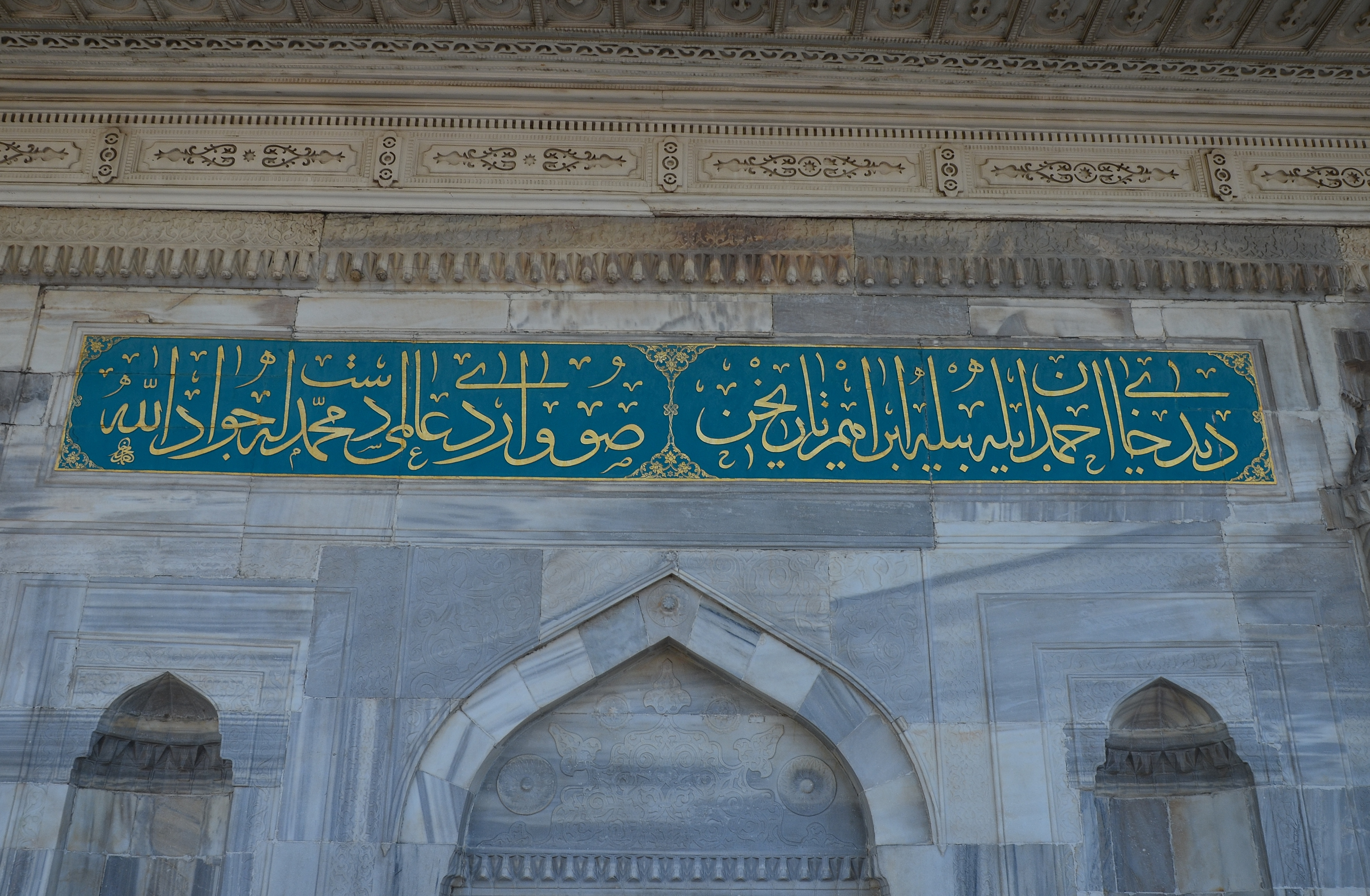
نقش خطي بخط الثلث الجليلي كتبه السلطان العثماني أحمد الثالث على الواجهة الرئيسة لنافورة أحمد الثالث في أوسكودار (1729)، في إسطنبول.

الثلث الجيلي (الفارسية: جلی ثلث) هو أحد أنواع الخط العربي. طُبق هذا المصطلح على الكتابات المكتوبة بخط الثلث عندما كان عرض رأس القلم المستخدم سنتيمترًا واحدًا على الأقل. كان يستخدم الجيلي الثلث في الألواح الكبيرة والنقوش المنحوتة على الحجر على المباني أو شواهد القبور.

## روابط خارجية
- Hatvesanat.com (أساسًا (بالتركية) )
- معرض الخط العربي خط الثلث والخطوط الأخرى